# L'Homme de fer (série télévisée)
Pour les articles homonymes, voir Homme de fer.
L'Homme de fer (Ironside) est une série télévisée américaine en 17 épisodes de 90 minutes et 182 épisodes de 50 minutes, créée par Collier Young et diffusée entre le 28 mars 1967 et le 16 janvier 1975 sur le réseau NBC.
Au Québec, la série a été diffusée à partir du 7 septembre 1968 à Télé-Métropole. En France, la diffusion démarra à partir du 24 novembre 1969 sur la première chaîne de l'ORTF et rediffusée à partir du 8 juin 1971 sur ORTF 1 puis à diverses reprises sur TMC, Antenne 2 et M6.
Un remake est diffusé en 2013 et annulé au bout de seulement 9 épisodes.

## Synopsis
Après avoir reçu une balle dans la colonne vertébrale, le redoutable policier Robert Dacier (Robert T. Ironside en version originale) se retrouve dans un fauteuil roulant, privé de l'usage de ses jambes. Il est entouré d'une équipe efficace avec laquelle il continue à mener ses enquêtes policières avec le statut de consultant.

## Distribution

### Acteurs principaux
- Raymond Burr (VF : Jean Martinelli puis Jacques Berthier) : Robert T. Dacier (Robert T. Ironside, dans la version originale)
- Don Galloway (VF : Daniel Gall) : Ed Brown
- Don Mitchell (VF : Bachir Touré puis Pascal Renwick) : Mark Sanger
- Barbara Anderson (VF : Nicole Favart) : Eve Whitfield (saisons 1 à 4)
- Elizabeth Baur (VF : Maïté Monceau) : Fran Belding (saisons 5 à 8)

### Acteurs récurrents
- Gene Lyons (VF : Émile Duard) : Dennis Randall (66 épisodes)
- Johnny Seven (en) : Carl Reese (30 épisodes)
- Joan Pringle : Diana Sanger (1974-1975)

 Source et légende : version française (VF) sur RS Doublage

### Invités
- Geraldine Brooks: Pilote (Ironside);  Saison 6 épisode 8 Qui a tué Walter Booth? (Buddy, can you spare a life?)
- Lee Grant:  Saison 1 épisode 5 Manger, boire et mourir (Eat, drink and be buried)
- Jack Lord:  Saison 1 épisode 4 Mort en différé (Dead Man's Tale)
- Quincy Jones:  Saison 1 épisode 5 Manger, boire et mourir (Eat, Drink and Be Buried)
- Bruce Lee : Saison 1 épisode 8 Les Nombres qui tuent (Tagged for Murder)
- Harrison Ford:  Saison 1 épisode 14 L’Heure perdue (The Past Is Prologue)
- Susan Saint James : Saison 1 épisode 15 Une fille dans la nuit (Girl in the night); Saison 1 épisode 23 La Dette (Something for Nothing)
- Vera Miles: Saison 1 épisode 24 Qui êtes-vous Barbara ? (Barbara Who), saison 3 épisodes 2 Adieu hier, première partie (Goodbye to Yesterday [1/2]) et 3 Adieu hier, seconde partie (Goodbye to Yesterday [2/2])
- Susan O'Connell: Saison 1 épisode 27 Visite au pays des hippies (Trip to Hashbury) Saison 2 épisode 15 Où est la limite? (Up, down and even)
- David Carradine: Saison 1 épisode 28 La Course de la justice (Due Process of the Law) , saison 4 épisode 15 En quinconce (The Quincunx) , saison 5 épisode 12 Meurtre par procuration (License to Kill)
- Joseph Cotten: Saison 2 épisode 2 Une épitaphe adéquate [1/2] (Split Second to an Epitaph [1/2]), saison 2 épisode 3 Une épitaphe adéquate [2/2] (Split Second to an Epitaph [2/2])
- Anne Baxter: Saison 2 épisode 9 Culpabilité évidente (An obvious case of guilt); saison 3 épisode 9 Agression par programmation (¨Programmed for danger)
- Broderick Crawford: Saison 2 épisode 14 L'énigme du tableau (In search of an artist)
- Dana Wynter: Saison 3 épisode 12 L'ombre d'un doute (Beyond a shadow); saison 7 épisode 3 Le tigre (In the forrests of the night);
- William Shatner: Saison 3 épisode 23 Le fils du prisonnier (Little Jerry Jessup); saison 4 épisode 26 Enfermés dehors (Walls Are Waiting); saison 7 épisodes 24 Une femme aux commandes, première partie( Amy Prentiss : Part 1)  et 25 Une femme aux commandes, deuxième partie ( Amy Prentiss : Part 2)
- Martin Sheen: Saison 4 épisode 2  Interdit au amateurs (No Game for Amateurs)
- David Soul: Saison 4 épisode 24 Terrorisme (Lesson in Terror)
- Christine Belford: Saison 5 épisode 9 Chère Fran (Dear Fran)
- John Carradine: Saison 5 épisode 11 Meurtre à Gentle Oaks (Gentle Oaks)
- Jodie Foster: Saison 5 épisode 20 Poupées, Sorcières et Assassins (Bubble, Bubble, Toil and Murder)
- Cheryl Ladd: Saison 6 épisode 25 Le maître des cartes (A Game of Showdown)
- Kim Darby: Saison 7 épisode 8 La pente fatale, première partie (Downhill All the Way [1/2])
- Ross Martin: Saison 7 épisode 10  Pyromane (Mind for Murder)
- Leslie Nielsen: Saison 8 épisode 11  Aidez les jeunes (The Over-the-Hill Blues)
- Émile Genest:  Saison 4 épisode 7 (Check, Mate and Murder:  Part 1) et 8 (Check, Mate and Murder:  Part 2)

## Fiche technique
- Titre français : L'Homme de fer
- Titre original : Ironside
- Création : Collier Young
- Producteurs : Douglas Benton, Albert Aley, Jay Benson, Joel Rogosin, Cy Chermak, Jeannot Szwarc, Winston Miller, Norman Jolley, Paul Mason, Lou Morheim, James Duff McAdams, John Choy, David J. O'Connell, David Levinson et Howie Horwitz
- Producteurs exécutifs : Frank Price, Richard A. Colla et Collier Young
- Producteurs associés : Rita Dillon et Byron Bloch
- Création du thème musical : Quincy Jones
- Musique : Oliver Nelson, Marty Paich, Quincy Jones, Robert Prince, Benny Carter, Billy Goldenberg, Elliot Kaplan, Luchi De Jesus, David Shire, Roy M. Rogosin et Gil Melle
- Photographie : Bud Thackery, Lionel Lindon, William Margulies, Ray Flin, Benjamin H. Kline, John F. Warren, Enzo A. Martinelli, Jacques R. Marquette et Alric Edens
- Montage : Edward W. Williams, John Elias, Douglas Stewart, Tony Martinelli, Edward Haire, Howard Epstein, Richard M. Sprague, Buddy Small, Albert J.J. Zuniga, Howard Terrill, Richard Bracken, Larry Lester, Edward M. Abroms, Robert L. Kimble, Ronald LaVine, Robert F. Shugrue, Jack W. Shoengarth, Arnold Baker, Jean Jacques Berthelot, James E. Nownes, Sam E. Waxman, John Baxter Rogers, Robert Watts, Sam Vitale, Sigmund Neufeld Jr., J. Terry Williams, Edward A. Biery, Frederic L. Knudtson et Chuck McClelland
- Création des décors : Loyd S. Papez, Howard E. Johnson, William D. DeCinces, Lawrence Gandy, George Patrick, Russell C. Forrest, Joe Alves, John E. Chilberg II, Robert I. Jillson et Robert Kinoshita
- Création des costumes : Grady Hunt et Burton Miller
- Effets spéciaux de maquillage : Bud Westmore
- Effets spéciaux visuels : Albert Whitlock
- Compagnies de production : Harbour Productions Unlimited - Universal Television
- Compagnie de distribution : Studios USA Television
- Pays d'origine :  États-Unis
- Langue : anglais Mono
- Durée : 17 × 90 minutes + 182 × 50 minutes
- Laboratoire : Technicolor
- Aspect ratio : 1.33:1 plein écran 4:3
- Caméra : Mitchell BNC
- Format négatif : 35 mm
- Procédé cinématographique : Sphérique

## Commentaires
- Un épisode intitulé Le Retour de l'Homme de fer, diffusé le 4 mai 1993, devait marquer le retour de la série[7].
- En 1974, Raymond Burr a été victime d’une crise cardiaque. Il est ensuite parti se reposer sur une île du Pacifique. La société de production Universal a imaginé concevoir une série autour de L’Homme de fer au paradis. Cette idée a rapidement été abandonnée[5].
- Le fait que Robert T. Dacier se retrouve en fauteuil roulant peut être considéré comme prémonitoire. En effet son interprète, Raymond Burr passera les dernières années de sa vie en fauteuil roulant et ce jusqu'à sa mort en 1993.
- Gene Lyons victime d'alcoolisme est décédé à l'issue de la septième saison le 8 juillet 1974.
- Un remake avec Blair Underwood a été produit et diffusé en 2013 : Ironside. Cette nouvelle version ne dura pas plus de neuf épisodes sur la chaîne originelle NBC.

## Récompense
- Emmy Award 1968 : Meilleure actrice dans un second rôle pour Barbara Anderson

## DVD
- L'Homme de fer - Saison 1 (22 janvier 2008) (ASIN 000ZZUWJY)
- L'homme de fer - Saison 2 (29 avril 2015) (ASIN B00T6RHEHA)
- L'homme de fer - Saison 3 (22 juillet 2015) (ASIN B00WRI4E8C)
- L'homme de fer - Saison 4 (16 septembre 2015) (ASIN B00ZVFT15Y)
- L'homme de fer - Saison 5 (25 novembre 2015) (ASIN B0149A9NU4)
- L'homme de fer - Saison 6 (24 février 2016) (ASIN B01943LQHY)
- L'homme de fer - Saison 7 (6 avril 2016) (ASIN B01BE28M4S)
- L'homme de fer - Saison 8 + Téléfilm Le Retour de l'homme de fer (22 juin 2016) (ASIN B01DFS0WPG)
- L'homme de fer - L'intégrale (5 octobre 2016) (ASIN B01HIWHW3U)

### Sources
- Ironside : The episode guide (fanzine américain)